# Acanthinodera cumingii
Genre
Espèce
Acanthinodera cumingii est une espèce de capricornes du genre monotypique Acanthinodera. Cet insecte est la proie de nombreux prédateurs comme le Guigna, le Renard de Magellan, le Renard gris d'Argentine ou la Chouette effraie.